# 北町 (蕨市)
北町（きたまち）は、埼玉県蕨市の町名。現行行政地名は北町一丁目から北町五丁目。郵便番号は335-0001（蕨郵便局管区）。

## 地理
蕨市北西部に位置する。北西でさいたま市南区文蔵、北東で川口市芝富士・芝園町、南東で中央、南から西にかけて錦町と接する。

### 河川
- 文蔵川
- 竪川 - （暗渠）北端を流れる。
- 新曽用水

### 地価
住宅地の地価は2017年（平成29年）1月1日の公示地価によれば北町2-19-19の地点で20万5000円/m2となっている。

## 歴史

### 地名の由来
- 蕨市の北に位置することから名付けられた。

### 沿革
- 1966年（昭和41年）10月1日 - 大字蕨の一部から北町一〜五丁目が成立する[5]。

## 世帯数と人口
2017年（平成29年）10月1日現在の世帯数と人口は以下の通りである。
| 丁目       | 世帯数    | 人口     |
| ---------- | --------- | -------- |
| 北町一丁目 | 2,240世帯 | 4,010人  |
| 北町二丁目 | 1,017世帯 | 1,822人  |
| 北町三丁目 | 381世帯   | 829人    |
| 北町四丁目 | 1,364世帯 | 2,885人  |
| 北町五丁目 | 945世帯   | 2,004人  |
| 計         | 5,947世帯 | 11,550人 |

## 小・中学校の学区
市立小・中学校に通う場合、学区は以下の通りとなる。
| 丁目       | 番地   | 小学校         | 中学校           |
| ---------- | ------ | -------------- | ---------------- |
| 北町一丁目 | 1〜2番 | 蕨市立北小学校 | 蕨市立東中学校   |
| 北町一丁目 | その他 | 蕨市立北小学校 | 蕨市立第二中学校 |
| 北町二丁目 | 全域   | 蕨市立北小学校 | 蕨市立第二中学校 |
| 北町三丁目 | 全域   | 蕨市立北小学校 | 蕨市立第二中学校 |
| 北町四丁目 | 全域   | 蕨市立北小学校 | 蕨市立第二中学校 |
| 北町五丁目 | 全域   | 蕨市立西小学校 | 蕨市立第二中学校 |

北町5丁目は さいたま市立文蔵小学校 が至近

## 交通
地内に鉄道は敷設されていない。

### 道路
- 国道17号 - 西境を形成する。

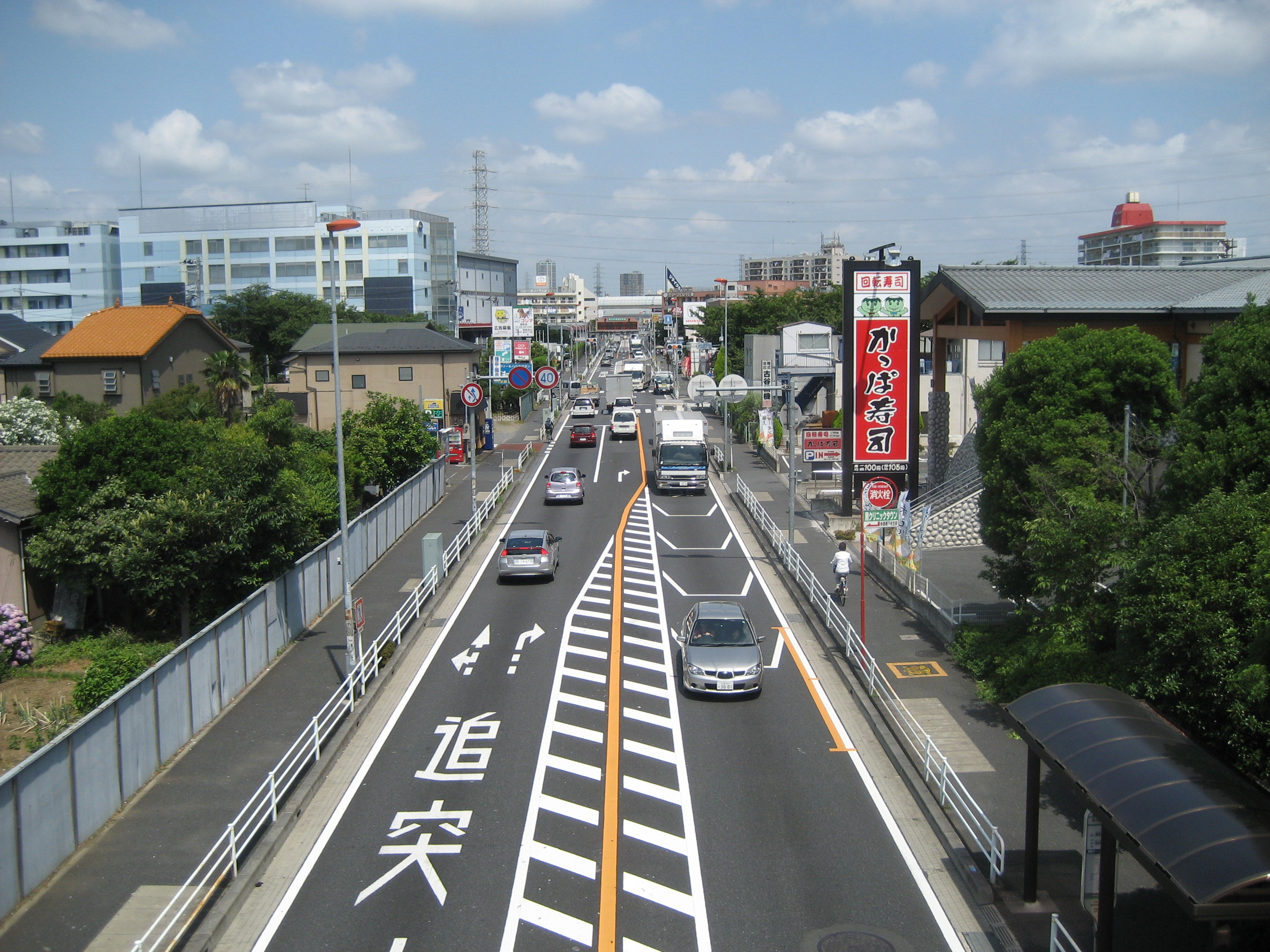
蕨市の国道17号

- 埼玉県道117号蕨停車場線 - 南境を形成する。

## 施設
一丁目
- わらび公園
- 浅野胃腸病院
- 北町コミュニティセンター
  - 市民体育館

二丁目
- 蕨市立北小学校
- 蕨市立病院

三丁目
- 北町交番
- 真言宗智山派 三学院
- 中山道ふれあい広場 - 平成９年度手づくり郷土賞受賞。

四丁目
- ちびっ子広場
- 福音自由教会

五丁目
- 埼玉県立蕨高等学校
- 北五公園
- マイクロエース本社